# Marie Ire de Coucy
Pour la reine d'Écosse (morte en 1285), voir Marie de Coucy.
Marie Ire de Coucy, née en avril 1366 au château de Coucy, et morte après le 3 mars 1405, est comtesse de Soissons de 1397 à 1404.
Elle est la petite-fille du roi Édouard III d'Angleterre et de Philippa de Hainaut. Dame de Coucy et d'Oisy, elle succède à son père Enguerrand VII de Coucy comme comtesse de Soissons le 18 février 1397. Elle possède alors de nombreux domaines dans le Nord-est de la France.

## Famille
Marie est la fille aînée d'un puissant aristocrate, Enguerrand VII de Coucy, et d'Isabelle d'Angleterre, fille du roi Édouard III d'Angleterre et de Philippa de Hainaut. Elle a une sœur cadette, Philippa de Coucy (1367-1411), qui épouse Robert de Vere, le duc d'Irlande.
Quand Marie a environ un mois, ses parents l'amènent en Angleterre où, le 11 mai 1366, son père reçoit le titre de comte de Bedford et est intronisé dans l'Ordre de la Jarretière. En 1376, Marie rejoint la maison de la reine de France, Jeanne de Bourbon, où elle suit ses études aux côtés du dauphin et de ses frères et sœurs.
En mai 1383, elle épouse Henri de Marle, marquis de Pont-à-Mousson (1362 - octobre 1397 à Trévise), fils de Robert Ier de Bar et de Marie de Valois, sœur du roi Charles V de France. Le mariage produit deux fils : 
- Enguerrand (1387 - c. 1400) ;
- Robert de Marle (1390 - 25 octobre 1415 à la bataille d'Azincourt).

Par son fils Robert, époux de Jeanne de Béthune et père de Jeanne de Marle (1415-14 mai 1462), Marie est directement l'aïeule de la reine d'Écosse Marie Stuart, du roi de France Henri IV, et des rois de France de la Maison de Bourbon.

## Biographie

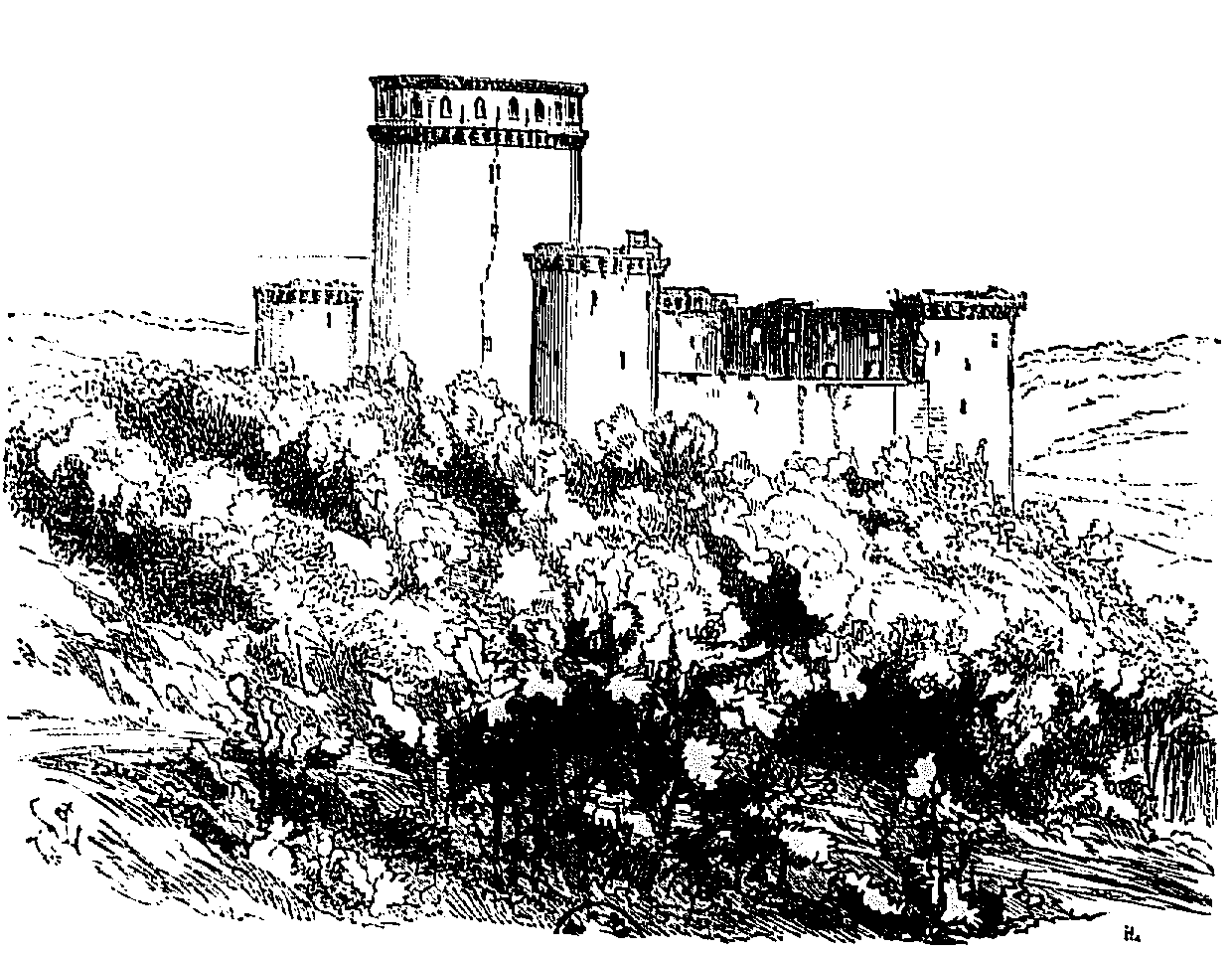
Le château de Coucy, lieu de naissance de Marie de Coucy et des seigneurs de Coucy.

Marie reçoit à l'occasion de son mariage la terre et seigneurie d'Oisy avec cinq mille francs de rente et sept mille francs payables après la mort de son père à condition de renoncer à toute succession de sa mère en Angleterre. 
La mère de Marie, Isabelle, meurt en 1379. Son père Enguerrand se remarie en février 1386, avec Isabelle de Lorraine, fille de Jean Ier de Lorraine, de trente ans sa cadette. Ils ont eu une fille, Isabelle de Coucy. 
Son père Enguerrand et son époux Henri, partis en croisade, disputent la féroce bataille de Nicopolis. Les deux sont faits prisonniers. Le père meurt le 18 février 1397 à Bursa, en Anatolie, cinq mois après la bataille. Marie hérite de son titre et devient la suo jure comtesse de Soissons. La libération d'Henri est achetée et il fait son retour vers le royaume de France. Mais il meurt en octobre 1397, au camp des croisés à Trévise, après avoir contracté la peste à Venise. Il est enterré au couvent des Célestines à Paris.
Marie dispute le riche héritage de Coucy avec sa belle-mère, à laquelle elle réclame la totalité de l'héritage, tandis qu'Isabelle en demande la moitié, au titre de son douaire. La baronnie produit alors d'inestimables revenus". Les deux femmes cohabitent dans une hostilité réciproque, chacune dans un château du domaine. Marie est finalement contrainte par Louis Ier d'Orléans à lui vendre Coucy, Marle, La Fère le 15 novembre 1400, puis le comté de Soissons en 1404. Le roi Charles VI confirme la vente le 22 décembre 1400 et érige Coucy en pairie au bénéfice de son frère. Alors qu'elle lance diverses poursuites pour récupérer ses droits, Louis d'Orléans n'ayant pas payé tout ce qu'il devait, elle meurt subitement en 1405, après une célébration de mariage. Son empoisonnement n'a pas été prouvé. 
Son fils Robert poursuit la procédure, mais la baronnie de Coucy passe définitivement à la couronne de France, alors que le comté de Soissons sera disputé entre les Orléans et les descendants de Marie (familles de Bar-le-Duc, Luxembourg-Saint-Pol, Bourbon-Vendôme).

## Sources
- (en) Barbara W. Tuchman, A Distant Mirror, New York, Alfred A.Knopf.Ballantines Books, 1978 (ISBN 0-345-28394-5).
- Charles Cawley, Medieval Lands, Dukes of Bar.
- J.-J. Carlier, « Henri d'Oisy, fragment d'études historiques », Mémoire de la Société dunkerquoise pour l'encouragement des sciences, des lettres et des arts,‎ 1858, p. 81-243 (lire en ligne).